# Slot Egeskov
Slot Egeskov (Deens: Egeskov Slot) is een kasteel op het Deense eiland Funen, nabij de plaats Kværndrup.
Het slot wordt gezien als de best bewaarde waterburcht van Europa uit de renaissance. De geschiedenis gaat terug tot de 14e eeuw; het huidige kasteel werd gebouwd door Frands Brockenhuus in 1554.
Vanwege de problemen die meekwamen met de burgeroorlog rond de Gravenvete bouwden veel Deense edelen in die tijd een vesting. Het kasteel werd gefundeerd op eiken palen en werd geplaatst in een klein meer met een maximumdiepte van 5 meter. Oorspronkelijk was het slot alleen bereikbaar over een ophaalbrug. Volgens een legende zou de fundering van het slot een heel eikenbos hebben gekost en kreeg het slot om die reden de naam Egeskov ("eikenbos").
Het kasteel herbergt diverse musea, waaronder een collectie antieke auto's, vliegtuigen, poppen(huizen), mode, motoren en brandweerwagens. Ook een oude kruidenierswinkel en smederij zijn in het kasteel ondergebracht.

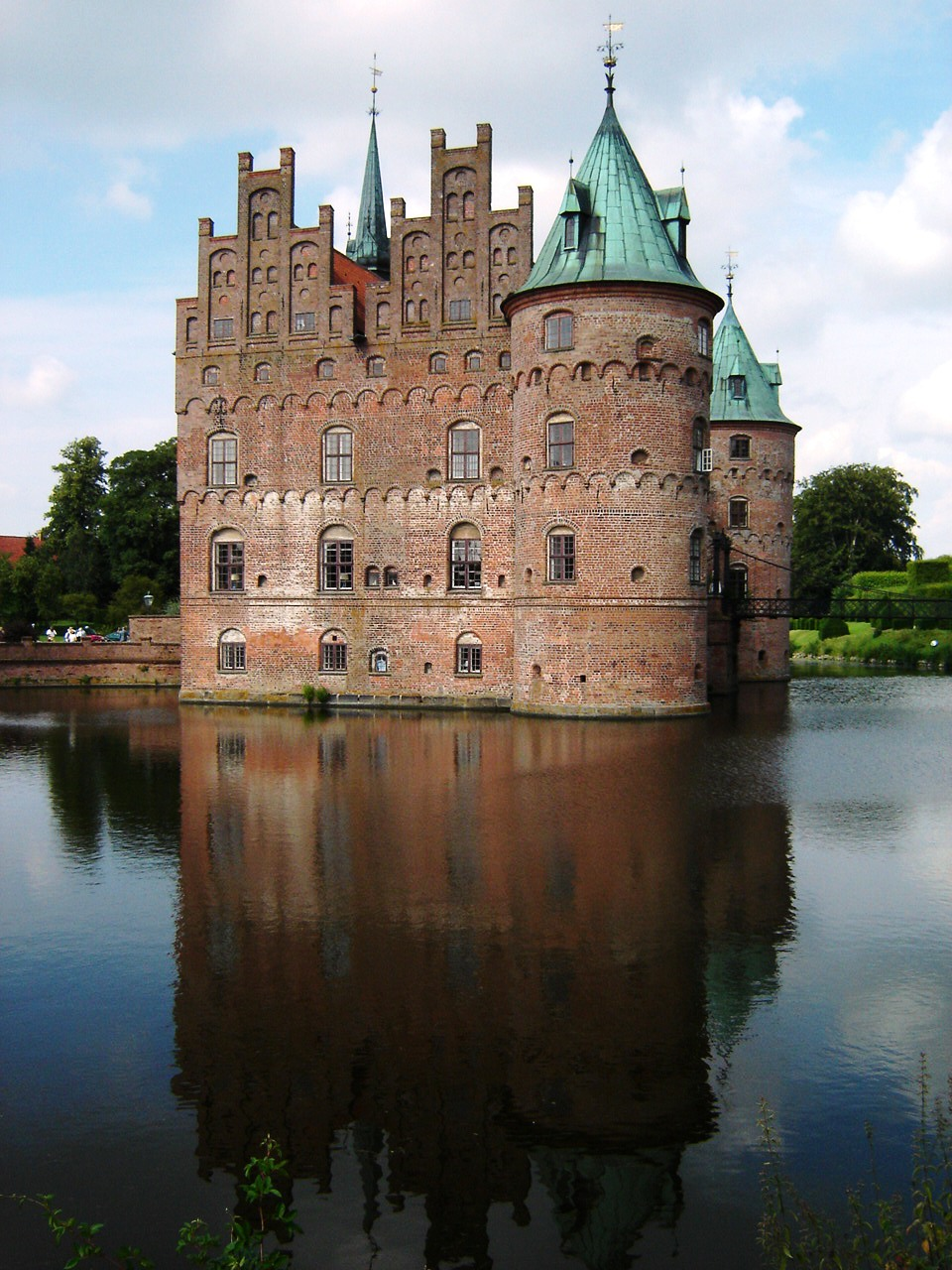
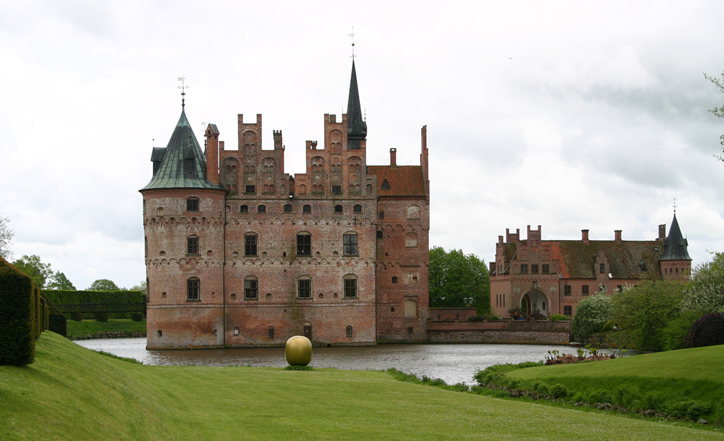

## Eigenaren van Slot Egeskov
- ca. 1405 · Lydike en Jørgen Skinkel
- ca. 1470 · Johan Skinkel
- ca. 1516 · Otto en Poul Skinkel
- 1518-1533 · Laurids Skinkel
- 1533-1536 · Hilleborg Peders datter en dochters Anne, Hilleborg en Rigborg
- 1536-1545 · Anne, Hilleborg en Rigborg
- 1545-1569 · Frands Brockenhuus
- 1569-1604 · Laurids Brockenhuus
- 1604-1615 · De erfgenamen van Laurids Brockenhuus
- 1615 · Hans Pogwish
- 1616-1630 · Jacob Ulfeldt
- 1630-1640 · De kinderen van Jacob Ulfeldts
- 1640-1648 · Laurids Ulfeldt
- 1648-1656 · Oluf Parsberg
- 1656-1666 · Otto Krag
- 1666-1688 · Anna Rosenkrantz
- 1688-1713 · Niels Krag sr.
- 1713-1722 · Weduwe van Niels Krags
- 1722-1740 · Niels Krag jr.
- 1740-1784 · Sofie Juel
- 1784-1789 · Henrik Bille-Brahe
- 1789-1810 · Car. Agnese Raben
- 1810-1857 · Preben Bille-Brahe
- 1857-1871 · Frederik Siegfried Bille-Brahe
- 1871-1882 · Frantz Preben Bille-Brahe
- 1882-1912 · Julius Ludvig graaf Ahlefeldt-Laurvig-Bille
- 1912-1919 · Camille Jessy barones Bille-Brahe
- 1919-1946 · Preben Frederik graaf Ahlefeldt-Laurvig-Bille
- 1946-1985 · Preben Julius Gregers en Nonni Ahlefeldt-Laurvig-Bille
- 1985-1994 · Claus Christian Preben en Louisa Ahlefeldt-Laurvig-Bille
- 1994-2004 · Michael Preben en Caroline Søeborg Ahlefeldt-Laurvig-Bille

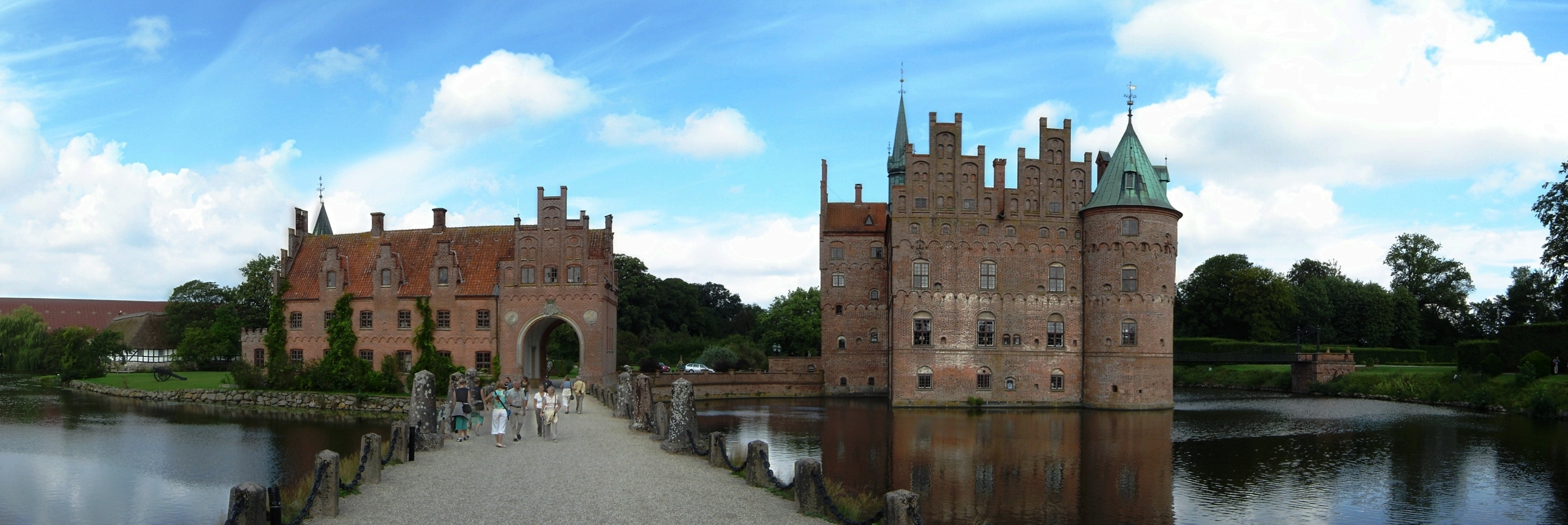
Slot Egeskov